# Kvarteret Åran

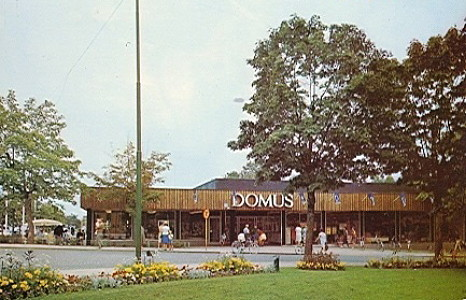
Kvarteret Åran som Domusvaruhus på 1960-talet

Kvarteret Åran är ett kvarter nära Hjo hamn i Hjo.
Byggnaden i kvarteret Åran ritades av Valdemar Hagström på Kooperativa Förbundets arkitekt- och ingenjörsbyrå (KFAI) i Stockholm i modernistisk arkitekturstil och byggdes 1964 för dagligvaruhandel som "Konsumhallen med restaurang", senare benämnt som varuhuset Domus. 
I kvarteret låg tidigare Centralföreningens magasin och Hjos taxicentral. Affärsbyggnaden uppfördes som en låg kvarterstäckande volym med fasad i framför allt vit mexisten och källargrund i en tredjedel av fastigheten. Bottenplanet inrymde Domusvaruhusets försäljningsavdelning med delikatessavdelning, köttkyl, grönkyl, diskkyl, mejerikyl samt fiskavdelning. Mot Floragatan och i hörnet mot Hamngatan fanns en servering med 68 platser. 

## Påbyggnad
Under 2010-talet har diskussion förts om påbyggnad av Kvarteret Åran med bostadslägenheter.
Enligt ett planförslag 2016 skulle en ny detaljplan medge omkring tolv lägenheter i fyra våningar ovanpå omkring hälften den befintliga byggnaden. Högsta nockhöjd föreslogs vara 17,5 meter.